# 御女二
天龍座50，又名BD+75 682，HD 175286、SAO 9250、HR 7124，是天龍座的一颗恒星，视星等为5.35，位于銀經106.61，銀緯26.5，其B1900.0坐标为赤經18h 49m 36.1s，赤緯+75° 26.5′ 58″。